# 李欽福
李欽福（?—?），唐朝宗室，蔣王李惲玄孙，嗣蒋王李煒曾孙，李绍宗之子。
唐中宗神龙初年，其父李绍宗嗣蒋王，官至银青光禄大夫、太子家令同正员。李绍宗去世后，李欽福嗣蒋王，官至率更令，同正员。唐玄宗天宝初年被削官，到锦州（治今湖南省麻阳县锦和镇）安置。天宝十二载（753年），担任南郡（治今湖北省荆州市）长史同正。后官至左千牛衛將軍，其子李頒、李顥、李熲。